# 阿德里安堡之圍
拜占庭在色雷斯的主要城市之一：阿德里安堡在1360年代的某個時候被鄂圖曼所征服。爾後該城市成為鄂圖曼帝國的首都至1453年攻下君士坦丁堡為止。

## 背景
在鄂圖曼帝國於1354年占領加里波利後，便開始在巴爾幹半島南部迅速擴張。儘管在1357-59年間因為澤扎德·哈利勒被綁架而暫時停止擴張，但在被救回來之後便繼續擴張。此次鄂圖曼的擴張目標為阿德里安堡──拜占庭帝國第三大城市，僅次於君士坦丁堡與塞薩洛尼基。鄂圖曼先在1360或61年攻佔季季莫蒂霍，後於1363年攻佔普羅夫迪夫（無論是否為鄂圖曼直接控制，還是由加齊或阿肯哲控制）。儘管在1366年，薩瓦十字軍曾協助拜占庭收復加里波利，但隨著越來越多的土庫曼戰士從安納托利亞進入歐洲，並逐步控制了色雷斯平原，鄂圖曼得以推進到西部的罗多彼山脈和北部的保加利亞公國。

## 佔領阿德里安堡
由於原材料中存在不同說法，阿德里安堡落入鄂圖曼帝國之手的日期一直存在爭議，從1361年至1362年、1367年到1371年的說法層出不窮。根據事件發生很久之後的消息來源表示，早期學術研究一般將征服時間定在1361年至1363年間：這與鄂圖曼帝國的消息來源一致，即日食發生的那一年是阿德里安堡陷落的年份。是以後來的土耳其來源表示，拉拉·沙欣帕夏在城市東南部的薩茲勒代爾戰役中擊敗了該市的拜占庭統治者 (Tekfur)，迫使他乘船潛逃。最後居民們決定聽天由命，於1362年7月同意獻城，以換取日後可像以前一樣生活在這座城市的居住自由保證。
根據伊麗莎白·扎卡里亞杜針對以前不受重視的拜占庭資料研究顯示，大多數現代學者已經轉向認為這座城市是在1369年被佔領的：依據該城市的都主教向拜占庭皇帝約翰五世的一首詩顯示，阿德里安堡在 1366年聖誕節之時仍在拜占庭人手中，而一系列拜占庭的短編年史則將其淪陷日期放在了1369年。此外有些現代學者認為，阿德里安堡的陷落可能不是由鄂圖曼人所進行，而是由該地區許多獨立運作的阿肯哲中的其他人進行。

## 後續
該城市──現已被改名為埃迪爾內──被拉拉·沙欣帕夏接管了持續了一段時間，而蘇丹穆拉德一世在舊都布爾薩開庭，直到1376或77年冬天才進入這座城市；當時皇帝安德洛尼卡四世將加里波利割讓給穆拉德，以換取他在王朝內戰中的援助。
這時的埃迪爾內並沒有立即成為鄂圖曼帝國的首都；穆拉德的法庭繼續滯留在布爾薩和附近的德莫蒂卡以及埃迪爾內。儘管如此，這座城市很快就成為了鄂圖曼在巴爾幹半島的主要軍事中心，1402-13年鄂圖曼帝國大空位期間，鄂圖曼蘇丹競爭者之一的蘇萊曼·切萊比就將國庫遷至此城。

## 註腳
1. ↑  İnalcık 1994，第69–71頁.
2. ↑  Fine 1994，第377–378頁.
3. ↑  Fine 1994，第368頁.
4. ↑  Fine 1994，第377–378, 406頁.
5. 1 2 3  Zachariadou 1970，第211–217頁.
6. 1 2 3 4  Fine 1994，第406頁.
7. ↑  Beldiceanu-Steinherr, Irène, La conquête d'Andrinople par les Turcs: la pénétration turque en Thrace et la valeur des chroniques ottomanes in Travaux et Mémoires du Centre de Recherche d'Histoire et Civilisation de Byzance vol. 1 (1965) p. 439ff.
8. 1 2 3  Tayyib Gökbilgin 1965，第683頁.
9. 1 2  Imber 2002，第11頁.
10. 1 2  Gregory & Ševčenko 1991，第23頁.
11. ↑  Tayyib Gökbilgin 1965，第683–684頁.